# Shaykism
Shaykhism eller Shaykism (arabiska: الشيخية) eller shaykhi är en islamisk messiansk rörelse som grundades av den Bahrain-födde Shaykh Ahmad (1743-1826) i början 1800-talet i Qajar i Iran, och som därefter förvaltades av Siyyid Kázim (1793-1843). Grunden utgjordes av en kombination av doktriner om den yttersta tiden och dagen för uppståndelsen, som finns i såväl sufism som i shiitisk islam. Shaykhierna var även en politisk rörelse som stod i opposition till de konservativa och bokstavstrogna ozulerna Idag är de shaykhi-troende en minoritet som lever i Iran och Irak. I mitten av 1800-talet konverterade många shaykhi-troende till bábí-tron, och därefter till bahá'í-tron, religioner, som håller Shaykh Ahmad högt.